# Mecynome aenescens
Mecynome aenescens là một loài bọ cánh cứng trong họ Cerambycidae.